# Milú
Milú, eigentlich Maria de Lurdes de Almeida Lemos, (* 24. April 1926 in Lissabon, Portugal; † 5. November 2008 in Cascais, Portugal) war eine portugiesische Schauspielerin und Sängerin.

## Leben
Nach kleineren Auftritten bereits mit Sieben sang sie im Alter von 10 Jahren erstmals alleine im Radio, das Lied O amor é cego e vê (dt.: Die Liebe ist blind und sieht), aus dem Film Bocage (1936). 1938 stand sie erstmals sowohl auf der Theaterbühne, in einem populären Kinderstück im Teatro Éden, als auch vor der Filmkamera, in Chianca de Garcias Aldeia da Roupa Branca (dt.: Dorf der weißen Wäsche), als Zwölfjährige an der Seite von Beatriz Costa. Im staatlichen Rundfunk Emissora Nacional trat sie nun regelmäßig auf, sowohl mit Liedern als auch mit Rezitationen und in Hörstücken.
Auf Grund ihres Aussehens, dass dem Schönheitsideal der Zeit entsprach, engagierte der ehemalige UFA-Schauspieler Arthur Duarte 1943 die 17-jährige Milú für seinen Film O Costa do Castelo (dt.: Der Costa vom Castelo-Viertel), wo sie eine Hauptrolle an der Seite von António Silva bekam. Der Film wurde ein bis heute populärer Kassenschlager und machte auch Milú zum Star, die im Film ihre zwei bekanntesten Lieder sang, Minha Casinha (dt.: Mein trautes Heim) und Cantiga da Rua (dt.: Straßenlied). Noch 1943 gab sie bekannt, dass sie heiraten und sich nach ihren spanischen Filmengagements aus dem Showgeschäft zurückziehen werde, was eine Welle von Sympathiebekundungen und Aufforderungen, nicht aufzuhören, nach sich zog. 1946, nach ihrer Scheidung, nahm sie wieder Filmrollen an. In der Folge nahm sie zahlreiche Schallplatten für Valentim de Carvalho auf und bekam Filmrollen in portugiesischen und spanischen Produktionen. Neben der populären Beatriz Costa, und zusammen mit Maria Eugénia, war Milú einer der beliebtesten weiblichen Stars des Portugiesischen Films der 1940er und 50er Jahre. Sie galt als Schönheits-Ikone und zierte zahlreiche zeitgenössischen Titelblätter in Portugal. Auch in zahlreichen Stücken des Revue-Theaters stand sie auf der Bühne, darunter in Agora é que são elas in Lissabon 1953, an der Seite von Raul Solnado und João Villaret 1954 in Não Faças Ondas (dt.: Mache keine Wellen), und 1960 in Ven y Ven in Barcelona.
Die seit den frühen 50er Jahren wiederkehrenden Angebote aus Hollywood, die sie ausschlug, fanden ein Ende, als sie 1960 erneut heiratete, und in die brasilianische Heimat ihres Mannes zog. Von 1960 bis 1968 lebte sie in Brasilien, wo sie bis auf einige Fernsehauftritte und gelegentliche Schallplattenaufnahmen nicht öffentlich in Erscheinung trat. Nach ihrer Rückkehr drehte sie 1969 mit dem populären Sänger und Schauspieler António Calvário, bevor sie für José Fonseca e Costas Erfolgsfilm Kilas, o Mau da Fita (dt.: Kilas, der Böse des Streifens) ein letztes Mal vor der Filmkamera stand.
Sie ist bis heute eines der bekanntesten Gesichter der Hochphase des Portugiesischen Films der 1940er Jahre. Auch die von ihr gesungenen Lieder wurden bekannte Schlager in Portugal, die bis heute ähnlich populär wie die Filme blieben. So hat beispielsweise die Band Peste & Sida auf ihrem Album Eles andam aí! (1992) eine Version des bekannten Liedes Cantiga da Rua aus dem Film O Costa do Castelo (1943) aufgenommen. Zuvor hatten Xutos & Pontapés mit ihrer Version von Minha Casinha 1987 bereits Verkaufsrekorde gebrochen: über 40 Jahre nachdem Milú das Lied gesungen hatte, wurde die Band nach der, als "7° Single" vermarkteten Single zur erfolgreichsten Band in der portugiesischen Geschichte.
2007 wurde Milú von Präsident Cavaco Silva der Orden des heiligen Jakob vom Schwert (Ordem de Sant'Iago da Espada) verliehen.
Nachdem sie zuletzt ihr Augenlicht weitgehend eingebüßt hatte, litt sie in ihren letzten Tagen 2008 an Entzündungen der Atemwege, an denen sie am 5. November 2008 starb.

## Filmografie
- 1939: Aldeia da Roupa Branca (nicht im Abspann); R: Chianca de Garcia
- 1943: O Costa do Castelo; R: Arthur Duarte
- 1944: Doze Luas de Mel; R: Ladislao Vajda
- 1947: Barrio; R: Ladislao Vajda
- 1947: O Leão da Estrela; R: Arthur Duarte
- 1949: A Volta de José do Telhado; R: Armando de Miranda
- 1950: O Grande Elias; R: Arthur Duarte
- 1952: Os Três da Vida Airada; R: Perdigão Queiroga
- 1954: Agora É Que São Elas; R: José César de Sá, Fernando Garcia
- 1956: Vidas sem Rumo; R: Manuel Guimarães
- 1957: Dois Dias no Paraíso; R: Arthur Duarte
- 1969: O Diabo Era Outro; R: Constantino Esteves
- 1980: Kilas, o Mau da Fita; R: José Fonseca e Costa